# Ванкуй
Ванку́й (кит. упр. 望奎, пиньинь Wàngkuí) — уезд городского округа Суйхуа провинции Хэйлунцзян (КНР). Название уезда означает «видно Цицикар».

## История
Изначально здесь был городок Шуанлун (双龙城) Хайлуньской управы (海伦府). Затем, в связи с тем, что он находился на возвышенности, то стали говорить, что «из него видно Букуй» (старое название Цицикара, в котором тогда размещались власти Хэйлунцзяна), и его переименовали в посёлок Ванкуй («видно Куй»).
После Синьхайской революции в 1913 году был образован уезд Хайлунь. 11 февраля 1918 года южная часть уезда Хайлунь была выделена в отдельный уезд Ванкуй.
В 1931 году Маньчжурия была оккупирована японскими войсками, а в 1932 году было образовано марионеточное государство Маньчжоу-го. 1 декабря 1934 года в Маньчжоу-го была создана провинция Биньцзян, в состав которой вошли эти земли. В 1939 году произошло изменение административно-территориального деления, и эти земли вошли в состав новой провинции Бэйань.
В 1945 году Маньчжурия была освобождена Советской армией, и уезд Ванкуй оказался в составе провинции Хэйлунцзян. В 1947 году провинции Хэйлунцзян и Нэньцзян были объединены в «Объединённую провинцию Хэйлунцзян и Нэньцзян» (сокращённо — провинцию Хэйнэнь), однако вскоре разделены вновь.
В 1956 году решением Госсовета КНР был образован Специальный район Суйхуа и уезд вошёл в его состав. В 1958 году он был расформирован, и уезд был передан в состав Специального района Сунхуацзян (松花江专区). В 1965 году Специальный район Сунхуацзян был переименован в Специальный район Суйхуа. Во время Культурной революции правительство Специального района Суйхуа в 1967 году было расформировано, а вместо него образован Революционный комитет; сам специальный район в это время трансформировался в Округ Суйхуа (绥化地区). В 1978 году Революционный комитет был преобразован в правительство округа. В 1999 году решением Госсовета КНР округ Суйхуа был преобразован в городской округ Суйхуа.

## Административное деление
Уезд Ванкуй делится на 7 посёлков и 8 волостей.
| №  | Название | Название (кит.) | Статус      | Население чел. (2010) | На карте                         |
| -- | -------- | --------------- | ----------- | --------------------- | -------------------------------- |
| 1  | Ванкуй   | 望奎镇          | поселок     | 99617                 | 46°49′56″ с. ш. 126°28′47″ в. д. |
| 2  | Хоцзянь  | 火箭乡          | волость     | 43863                 | 46°45′12″ с. ш. 126°30′03″ в. д. |
| 3  | Сяньфэн  | 先锋镇          | поселок     | 37891                 | 46°47′57″ с. ш. 126°22′20″ в. д. |
| 4  | Вэйсин   | 卫星镇          | поселок     | 36850                 | 46°43′10″ с. ш. 126°39′27″ в. д. |
| 5  | Дента    | 灯塔乡          | волость     | 30469                 | 46°54′05″ с. ш. 126°46′54″ в. д. |
| 6  | Тунцзян  | 通江镇          | поселок     | 29095                 | 46°39′06″ с. ш. 126°26′58″ в. д. |
| 7  | Сянбай   | 厢白满族乡      | нац.волость | 25306                 | 46°56′12″ с. ш. 126°37′10″ в. д. |
| 8  | Хайфэн   | 海丰镇          | поселок     | 23943                 | 46°49′44″ с. ш. 126°49′40″ в. д. |
| 9  | Хуэйци   | 惠七满族镇      | нац.поселок | 23172                 | 47°03′33″ с. ш. 126°40′11″ в. д. |
| 10 | Ляньхуа  | 莲花镇          | поселок     | 21235                 | 46°59′27″ с. ш. 126°48′35″ в. д. |
| 11 | Дунцзяо  | 东郊乡          | волость     | 19340                 | 46°50′53″ с. ш. 126°33′12″ в. д. |
| 12 | Хоусань  | 后三乡          | волость     | 18823                 | 46°55′30″ с. ш. 126°21′04″ в. д. |
| 13 | Гунлю    | 恭六乡          | волость     | 17272                 | 47°06′00″ с. ш. 126°51′42″ в. д. |
| 14 | Линшань  | 灵山满族乡      | нац.волость | 15440                 | 46°56′00″ с. ш. 126°26′39″ в. д. |
| 15 | Дуншэн   | 东升乡          | волость     | 13355                 | 47°00′15″ с. ш. 126°53′05″ в. д. |

## Соседние административные единицы
Уезд Ванкуй на востоке граничит с районом Бэйлинь, на севере — с городским уездом Хайлунь, на западе — с уездом Цинган, на юге — с уездом Ланьси.